# Arbeitsgemeinschaft der Erwachsenenbildungsträger in Bayern
Die Arbeitsgemeinschaft der Erwachsenenbildungsträger in Bayern (kurz AGEB) ist der Zusammenschluss der sieben Erwachsenenbildungsträger in Bayern nach dem Erwachsenenbildungs- und Förderungsgesetz (EbFöG) von 1974, aktuell Gesetz zur Förderung der Erwachsenenbildung. Sie hat die Aufgabe, die Erwachsenenbildung in Bayern zu entwickeln.

## Geschichte
Im Zuge der Bildungsexpansion in der Bundesrepublik Deutschland in den 1970er Jahren gab es eine Verrechtlichung und Institutionalisierung der Erwachsenenbildung mit dem Ziel, eine Professionalisierung und Flächendeckung des Angebots zu erreichen. Verbunden war dies mit einer gesellschaftlichen Aufwertung dieses Bildungsbereiches „als eigenständiger und gleichberechtigter Hauptbereich des Bildungswesens“. Entsprechend wurde auch in Bayern eine gesetzliche Grundlage geschaffen, welche durch die finanzielle Planungssicherheit zu einer Verstetigung des Angebots führte.

### Die „Vorläufige Arbeitsgemeinschaft für Erwachsenenbildung in Bayern“
Die Erwachsenenbildung in Bayern wurde weit vor dem Erwachsenenbildungs- und Förderungsgesetz plural im Sinne eigenständiger Träger, die aber mit einem staatlichen Auftrag öffentlich gefördert werden, organisiert. Bereits seit 1958 bestand die „Vorläufige Arbeitsgemeinschaft für Erwachsenenbildung in Bayern“, die zunächst „vom Volkshochschulverband und der Evangelischen bzw. Katholischen Akademie gebildet wurde“. Ebenfalls wesentlich älter sind auch die ersten Kooperationen unter den verschiedenen Trägerorganisationen. Eine der bekanntesten und institutionalisierte Kooperation war die von Arbeit und Leben Bayern. Diese Kooperation zwischen den bayerischen Volkshochschulen und dem DGB Bayern geht ebenfalls bis in die 1960er Jahre zurück.

### Die Situation nach dem EbFöG von 1974
Nicht übernommen wurde mit dem Erwachsenenbildungs- und Förderungsgesetz in Bayern der Anspruch auf einen entsprechenden Bildungsurlaub. Durch die gesetzliche Basis nahmen im weiteren Verlauf jedoch sowohl die Angebote, als auch die Teilnehmerzahlen der verschiedenen Trägerorganisationen stetig zu. Die Entwicklung der Institutionen und Teilnehmenden folgte über die Jahre hinweg der in der Bundesrepublik Deutschland. Die immer wieder notwendigen organisatorischen Absprachen und Regelungen wurden im Rahmen der Arbeitsgemeinschaft der Trägerorganisationen, der AGEB, getroffen.
Inhaltlich und politisch gingen von der Arbeitsgemeinschaft, sieht man von drei Tagungen in den Jahren 2005 und 2009 ab, keine nachhaltigen Impulse zur Gestaltung der Erwachsenenbildung in Bayern aus. Die Diskussion um die Zukunft und Finanzierung der Erwachsenenbildung wurde 2004 in der Bundesrepublik erneut sehr intensiv geführt. In Bayern wurde diese Diskussion dagegen, auch von Seiten der Erwachsenenbildungsträger, nur sehr verhalten mitgetragen. Im Übergang der Jahre 2005/2006 beschloss der Ministerrat unter ihrem Präsidenten Edmund Stoiber (CSU), entgegen der bundesweiten Diskussion, die Erwachsenenbildung in Bayern nicht mehr weiter zu finanzieren. Aufgrund der massiven Proteste der in der AGEB zusammenarbeitenden Organisationen wurden diese Pläne nicht realisiert. Seit dieser Zeit versteht sich die AGEB auch als Arbeitsgemeinschaft im Sinne einer politischen und inhaltlichen Weiterentwicklung der Erwachsenenbildung in Bayern.

## Aufgabe
Aufgabe der Erwachsenenbildung in Bayern ist es bis heute, „zur Selbstverantwortung und Selbstbestimmung des Menschen beizutragen“. Sie soll durch den Erwerb zusätzlicher Kenntnisse und Fähigkeiten die Urteils- und Entscheidungsfähigkeit fördern. Das „führt zum Abbau von Vorurteilen und befähigt zu einem besseren Verständnis gesellschaftlicher und politischer Vorgänge als Voraussetzung eigenen verantwortungsbewussten Handelns“. Wertevermittlung und politische Bildung waren somit immer impliziter Bestandteil, Aufgabe und auch Selbstverständnis der einzelnen Träger der bayerischen Erwachsenenbildung.

### Gesetzliche Grundlage
Die gesetzliche Grundlage für die Arbeit der Arbeitsgemeinschaft stellt das Erwachsenenbildungs- und Förderungsgesetz von 1974, heute Gesetz zur Förderung der Erwachsenenbildung, dar. Dieses wiederum geht zurück auf Artikel 139 der bayerischen Verfassung, welcher besagt, dass Erwachsenenbildung „durch Volkshochschulen und sonstige mit öffentlichen Mitteln unterstützte Einrichtungen zu fördern“ sei. Erwähnt wird die Zusammenarbeit an verschiedenen Stellen des Gesetzes, so z. B. Art. 3 und 5 (Träger, Einrichtungen und Landesorganisationen), Art. 6 (Kooperation und Koordination) sowie Art. 16 (Landesbeirat für Erwachsenenbildung). Grundsätzlich sollen die Trägerorganisationen dabei sowohl untereinander (inhaltlich und organisatorisch) wie auch mit dem Landesbeirat für Erwachsenenbildung (strategisch und politisch) zusammenarbeiten.
Auch eine Zusammenarbeit mit dem Gesetzgeber und dem Kultusministerium ist vorgesehen. Doch Diskussionen auf dieser Ebene um eine Anpassung und Modernisierung des Gesetzes wurden bisher nicht in die Tat umgesetzt. Im Gegensatz beispielsweise zur schulischen Grundversorgung als Aufgabe des Freistaates Bayern ist die Erwachsenenbildung der Träger und Landesorganisationen in der AGEB durch die gesetzliche Regelung eine freiwillige Leistung. Das führt in der Praxis dazu, dass jenseits einer garantierten Grundausstattung die Finanzierung der Erwachsenenbildung immer wieder neu ausgehandelt werden muss.

### Zielgruppen
Mit dem Inkrafttreten des EbFöG 1974 wurde durch die sieben Trägerorganisationen sichergestellt, dass die Majorität der gesellschaftlichen Gruppen und Schichten in Bayern mit einem flächendeckenden Angebot an Erwachsenenbildung versorgt werden konnten. Die Zielgruppenorientierung der einzelnen Träger führte aber ebenfalls immer wieder zu Problemen mit dem Obersten Bayerischen Rechnungshof (ORH) als Kontrollinstanz in dem Sinne, dass die Veranstaltungen öffentlich ausgeschrieben werden bzw. zugänglich sein müssen.

## Programmatische Tagungen
Die AGEB veranstaltete bisher im Sinne gemeinsam verantworteter Erwachsenenbildung zwei Tagungen (AGEB Forum), die auch politische Signale setzen sollten. Untereinander stehen die Tagungen dabei in keinem inhaltlichen Zusammenhang.

### AGEB Forum 2005
Bildung anders denken? lautete das AGEB Forum im Juni 2005. Unter dieser Überschrift wurden an der Katholischen Akademie in München der Frage nachgegangen, was mit Bildung und welche Erwachsenenbildung im Bereich des lebenslangen Lernens eigentlich gemeint sein könnten. Die Tagung richtete sich an alle Verantwortlichen der Einrichtungen und Träger sowie Politiker, die Erwachsenenbildung in Bayern gestalten wollten.

### AGEB Foren 2009
Unter dem Motto „Bildungsgesellschaft – über Schule und Hochschule hinaus“ sollten die Verantwortlichen der verschiedenen Träger und Mitgliedseinrichtungen zu einer Strategie des Lernens im Lebensverlauf in Bayern diskutieren. An der Akademie für politische Bildung in Tutzing, die Kooperationspartner war, sollten im Juli 2009 die gesellschaftlichen Herausforderungen und pädagogisch relevanten Forschungsergebnisse der Maßstab für zu entwickelnde Maßnahmen sein.
Ebenfalls 2009 fand auf Initiative des Bayerischen Volkshochschulverbandes im November in der Allerheiligen-Hofkirche die Veranstaltung Lernen im Lebenslauf – mit anschließendem Staatsempfang – statt. Im Gespräch mit dem Ministerpräsidenten Horst Seehofer sollte auch die Politik stärker in die inhaltliche und vor allem finanzielle Weiterentwicklung der Erwachsenenbildung einbezogen werden. Die Veranstaltung wurde vom Bayerischen Rundfunk aufgezeichnet.

### Veranstaltung „Ausgelernt?“
Im Juli 2013 fand unter dem Titel Ausgelernt? Vom Wagnis der Bildung in unübersichtlichen Zeiten eine Diskussion mit Landtagskandidaten der Parteien zu den Aufgaben und zur Finanzierung der Erwachsenenbildung in den Räumen der KEB in München statt.

## Organisation
Das Erwachsenenbildungs- und Förderungsgesetz finanziert grundsätzlich die einzelnen unabhängigen Institutionen (Trägerverbände), nicht die jeweils stattfindenden Veranstaltungen. Es handelt sich also um eine institutionelle Förderung (Institutionenförderung). Mit dem staatlicherseits zur Verfügung gestellten Geld sollen die jeweiligen Trägerverbände in die Lage versetzt werden, ihrerseits durch ihre Mitgliedseinrichtungen und ggf. zusätzliche Projektmittel weitere Bildungsveranstaltungen in Bayern zu organisieren.

### Die Trägerverbände

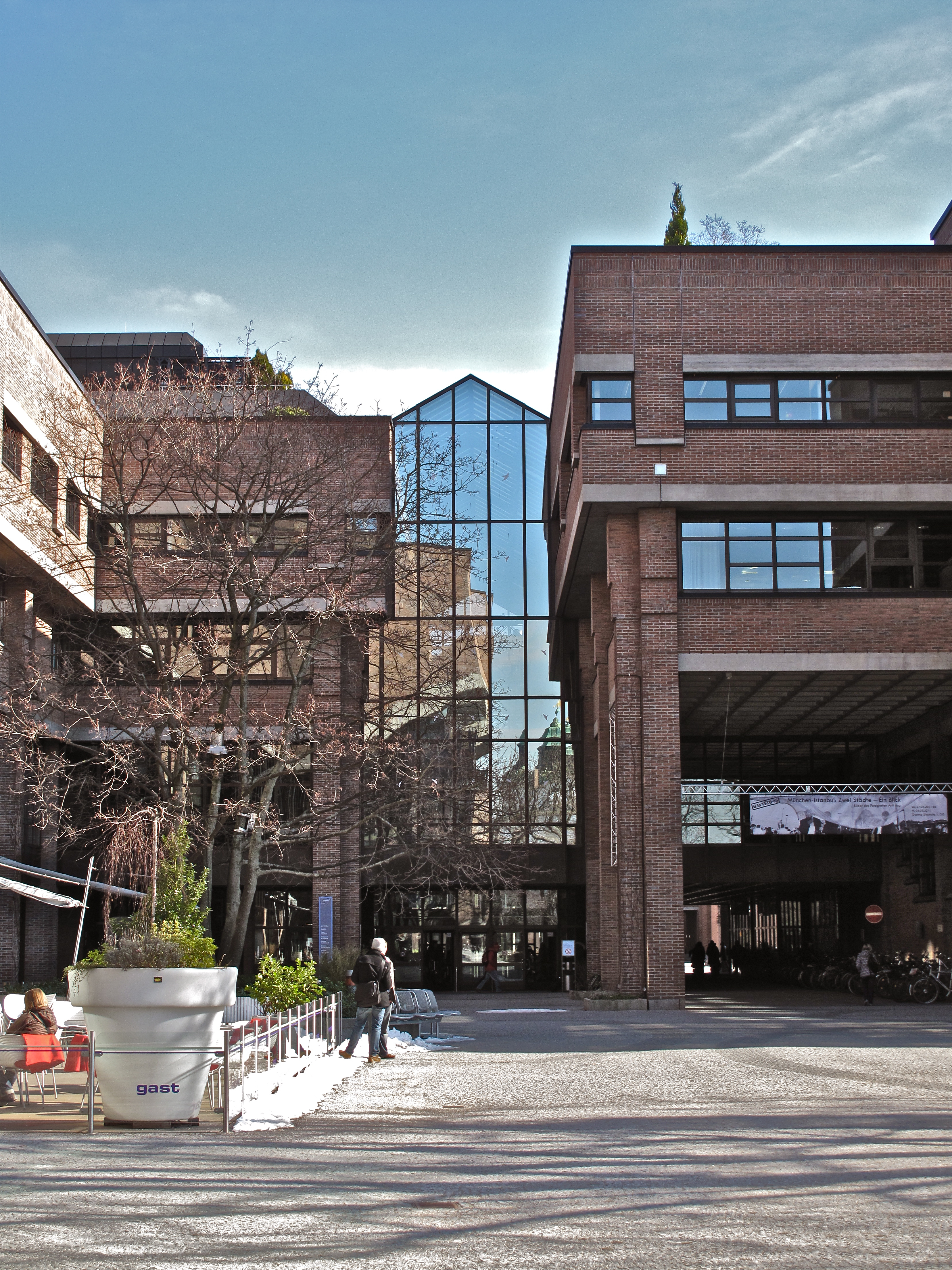
Die Münchner Volkshochschule gilt als größte Erwachsenenbildungseinrichtung in Deutschland.

Die Träger und Landesorganisationen auf bayerischer Ebene werden in Artikel 3, 4 und 5 des Gesetzes aufgeführt. Es handelt sich dabei um einen landesweiten Zusammenschluss der jeweiligen Mitgliedseinrichtungen. Der Träger oder die Landesorganisation muss dabei in fünf von sieben Regierungsbezirken Bayerns präsent sein. Die jeweiligen Mitgliedseinrichtungen müssen allen Bevölkerungsschichten und erwachsenen Menschen offenstehen.

#### Bayerischer Volkshochschulverband (BVV)
Der Bayerische Volkshochschulverband, kurz BVV ist der Dachverband aller 217 Volkshochschulen in Bayern. Er ist neben der Dachorganisation der Volkshochschulverbände (Deutsche Volkshochschul-Verband) der größte Trägerverband im Rahmen der AGEB. Der BVV hat seinen Sitz in München. Er unterstützt die bayerischen Volkshochschulen bei ihren Aufgaben sowohl auf der inhaltlichen, als auch auf der politischen wie der juristischen Ebene.

#### Katholische Erwachsenenbildung in Bayern (KEB)

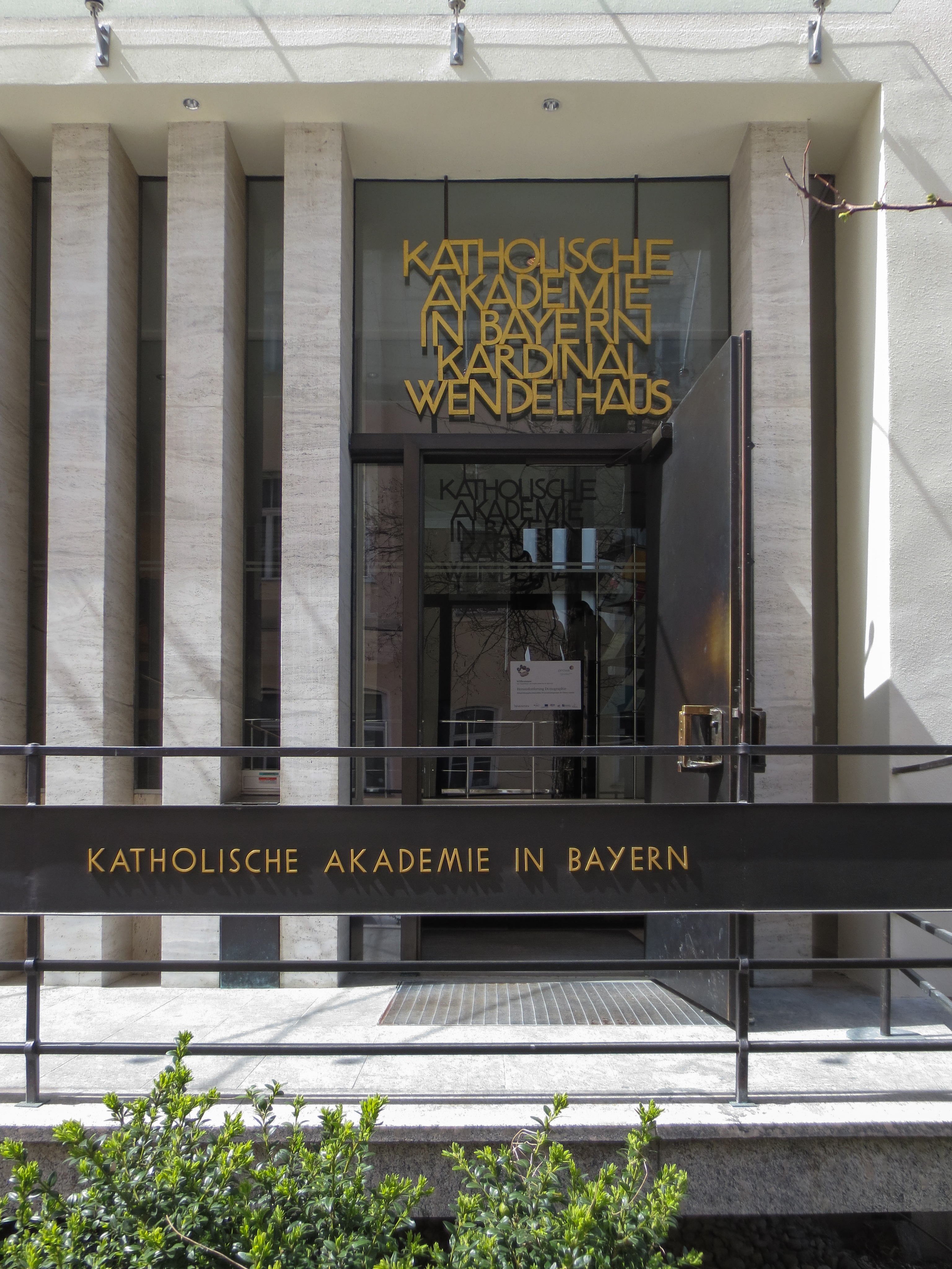
Das Kardinal Wendel Haus der katholischen Akademie in Bayern ist auch Sitz der KEB (Katholische Erwachsenenbildung in Bayern).

Die Katholische Erwachsenenbildung (KEB) ist mit 1,6 Millionen Teilnehmern jährlich der zweitgrößte Anbieter freier Erwachsenenbildung in Bayern. Leitlinie des Programms der 124 Einrichtungen ist der christliche Sinnhorizont. Die KEB ermutigt zur Entfaltung der Persönlichkeit, zur Erweiterung von deren emotionalen und kulturellen Dimensionen, zu Sprach- und Dialogfähigkeit, zu Reflexion und Entscheidung in personaler Verantwortung. Um den Menschen in ihren vielen Bezügen weiterzuhelfen, engagiert sie sich in der allgemeinen, religiösen, politischen und auch beruflichen Bildung.

#### Evangelische Erwachsenenbildung in Bayern (AEEB)

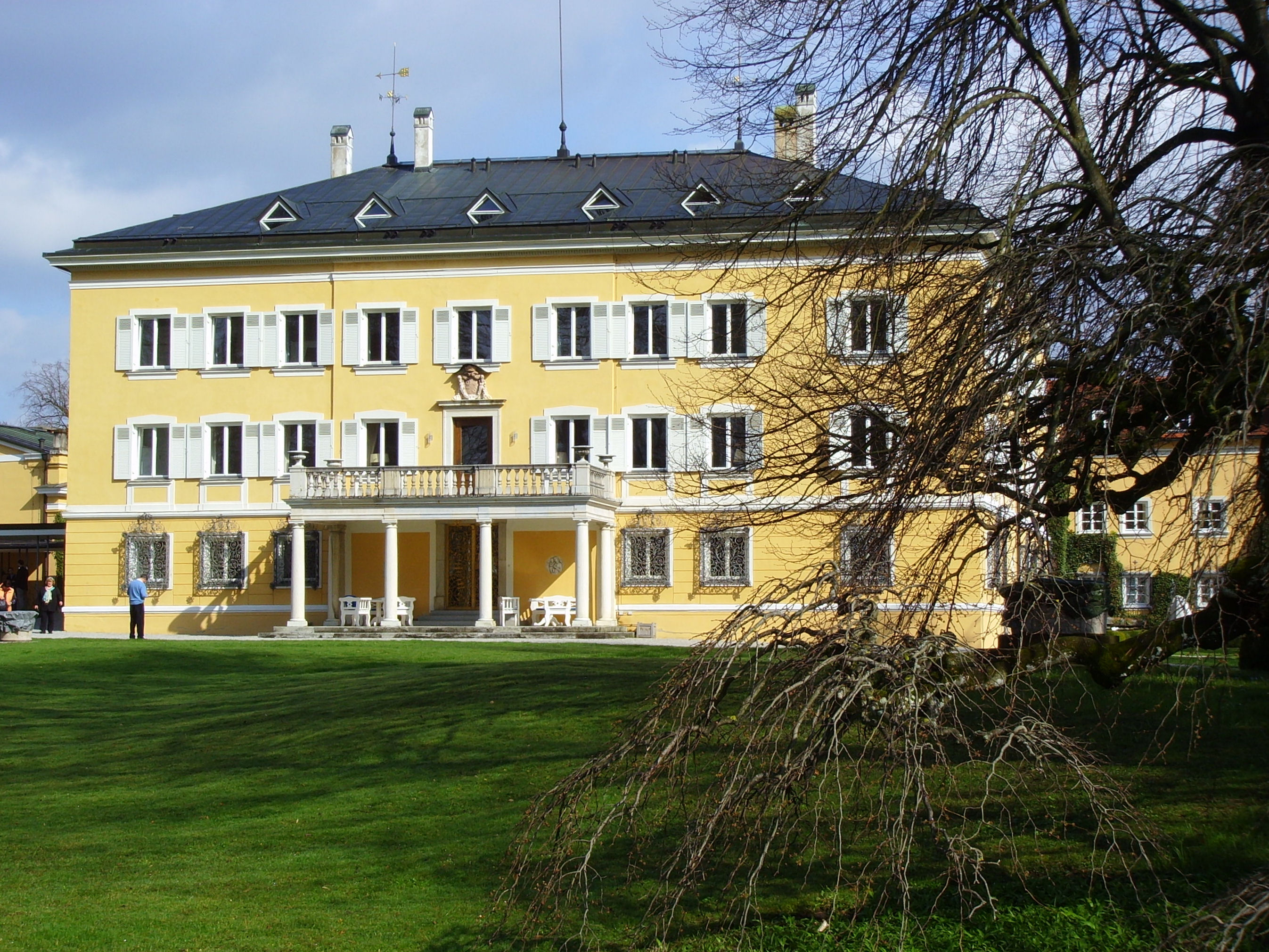
Die Evangelische Akademie in Tutzing ist für die AEEB eine wichtige Erwachsenenbildungseinrichtung.

Bildung wird im Rahmen der AEEB als Grundaufgabe nicht nur des Staates, sondern auch der Kirche begriffen. Die Reformation war nämlich auch eine Bewegung für Bildung. Die Evangelische Erwachsenenbildung ist mit 75 Einrichtungen präsent und regt sowohl die Mehrung von Kompetenzen für den Alltag und den Beruf an, fördert aber auch die Beziehungen und die Gemeinschaft und stärkt so das Engagement für Gesellschaft und Politik.

#### Bildungswerk der Bayerischen Wirtschaft (bbw)
Das Bildungswerk der Bayerischen Wirtschaft fördert vor allem die staatsbürgerliche, soziale, wirtschaftliche und berufliche Bildung junger und erwachsener Menschen im Sinne einer freiheitlichen, sozialverpflichteten Wirtschafts- und Gesellschaftsordnung.

#### Bildungswerk des bayerischen Bauernverbandes (BBV)
Die über jährlich über 9000 Bildungsveranstaltungen des Bildungswerks des Bayerischen Bauernverbandes richten sich nach den Bildungsbedürfnissen der Menschen im ländlichen Raum. Hilfe zur Selbsthilfe vor Ort ist dabei ein angestrebtes Ziel.

#### Bildungswerk der Ver.di in Bayern (Verdi BW)
Das Bildungswerk der Vereinten Dienstleistungsgewerkschaft in Bayern ging ursprünglich aus der Deutschen Angestelltengewerkschaft hervor, war vorher also das Bildungswerk der DAA. Nach der Fusion der DAA in Ver.di wurde es zum Ver.di Bildungswerk, das sich an den allgemeinen Interessen von Arbeitnehmernorientiert. Die Förderung der Entfaltung der Persönlichkeit sowie die Stärkung der Fähigkeit zur Mitgestaltung des demokratischen Gemeinwesens und der Bewältigung der Anforderungen der Arbeitswelt sind hierbei die Zielsetzung.

#### DGB Bildungswerk Bayern (DGB BW)
Das Gemeinnützige Bildungswerk Bayern des Deutschen Gewerkschaftsbundes e. V., kurz DGB Bildungswerk Bayern hat die Aufgabe, die regionale Bildungsarbeit der Gewerkschaften in Bayern zusammenzufassen und im Sinne der Erwachsenenbildung zu befördern. Dabei sind die Angebote gewerkschaftlicher Bildungsarbeit nicht nur zu fördern, sondern auch zu koordinieren sowie pädagogisch zu begleiten und zu dokumentieren (Statistik). Die zentrale Aufgabe des DGB Bildungswerks Bayern ist die Aus- und Fortbildung betrieblicher Interessenvertretungen als ehrenamtliche Tätigkeit und als Pendant zum Bildungswerk der Bayerischen Wirtschaft. Das DGB Bildungswerk Bayern ist mittlerweile der kleinste Erwachsenenbildungsträger in Bayern.

### Verteilung der Mittel (Statistik)
Grundlage der Verteilung der Mittel sind die sogenannten „Teilnehmerdoppelstunden“. Sie ergeben sich aus der Anzahl der Veranstaltungen, die angerechnet werden können, multipliziert mit den anrechenbaren Stunden und der Zahl der Teilnehmer. Knapp die Hälfte der Mittel gehen dabei an den Bayerischen Volkshochschulverband, knapp 1/3 an die beiden konfessionellen Bildungsträger. Der Rest teilt sich auf die vier kleineren Bildungsträger auf.

### Kultusministerium
Die AGEB arbeitet in Fragen der Organisation und Finanzierung eng mit dem Bayerischen Staatsministerium für Unterricht und Kultus zusammen. Die Erwachsenenbildung ist dort in der Abteilung VII (Berufliche Schulen, Erwachsenenbildung, Sport) untergebracht und dem Referat VII.9 (Erwachsenenbildung, Bayerische Landesstiftung, Politische Akademien, Kulturfonds) angegliedert.

### Landesbeirat für Erwachsenenbildung
Dem Landesbeirat für Erwachsenenbildung kommt im Rahmen des EbFöG die Aufgabe zu, „die Staatsregierung in Fragen der Erwachsenenbildung zu beraten, allgemeine Anregungen zu geben, die Zusammenarbeit der staatlich anerkannten Landesorganisationen der Erwachsenenbildung und der staatlich anerkannten Träger auf Landesebene zu fördern und Anregungen für die Zusammenarbeit auf örtlicher und überörtlicher Ebene zu geben“.

Neben den Trägerorganisationen der Erwachsenenbildung sind im Landesbeirat auch die Bildungseinrichtungen der politischen Stiftungen sowie die Akademie für Politische Bildung in Tutzing vertreten.

## Politik und Selbstverständnis
„Die AGEB stellt sich in enger Zusammenarbeit mit dem Freistaat den wachsenden Herausforderungen des Lebenslangen Lernens“. Die Träger innerhalb der AGEB sowie die AGEB selbst sehen sich als Experten der Erwachsenenbildung. In dieser Eigenschaft wollen sie die Erwachsenenbildung in einem Konzept des Lebenslangen Lernens verorten und positiv ausfüllen. Im Rahmen einer Klausurtagung wurde 2013 entschieden, dies auch durch eine geeignete Struktur zu gewährleisten.

## Künftige Herausforderungen
Für die Erwachsenenbildungsträger in Bayern und die Zusammenarbeit im Rahmen der AGEB ergeben sich für die Zukunft mindestens vier Herausforderungen:
1. Die Veränderung der Gesellschaft
2. Neue Themen und Bildungsformate
3. Die Herausforderungen der Social Media
4. Institutionelle vs. Projektförderung

### Die sozio-kulturelle Veränderung der Gesellschaft
Mit einer Veränderung der Gesellschaft ist gemeint, dass die ursprüngliche Zusammensetzung der Zielgruppen der einzelnen Träger nicht mehr passgenau ist. Auch in Bayern hat sich eine deutliche sozio-kulturelle Änderung ergeben. Es sind nicht nur andere Zielgruppen hinzugekommen, auch die Bindung der Zielgruppen an die verschiedenen Träger hat sich deutlich gelockert. Insgesamt geht es bei dieser künftigen Aufgabe darum, die Bildungsbeteiligung in Bayern für alle Bevölkerungsschichten zu erhöhen.

### Neue Themen und Bildungsformate
Insbesondere die politische Bildungsarbeit, aber auch Wertevermittlung oder die veränderte Sozialstruktur der Erwachsenen in Bayern haben zur Folge, dass klassische Bildungsformate, wie etwa der Vortrag zu politischen Themen, nur äußerst schwer nennenswerten Zulauf finden. Viele Themen werden deshalb bereits jetzt über Kooperationsveranstaltungen angeboten. Zu neuen Themen und Bildungsformaten finden viele Diskussionen statt, da sie eine wichtige Herausforderung künftiger Erwachsenenbildung in Bayern darstellen.

### Die Herausforderungen der Social Media
Eine Entwicklung, die sich noch nicht ansatzweise in den Angeboten der Erwachsenenbildungsträger in Bayern widerspiegelt, ist die Evolution des Internets. Hier sind insbesondere die Social Media – vor allem ihr Einsatz im Rahmen typischer Erwachsenenbildungsveranstaltungen – noch nicht angekommen.

### Institutionelle vs. Projektförderung
Obwohl der größte Hype darum im Moment schon wieder abgeklungen ist, besteht ein beständiger Konflikt mit der bayerischen Staatsregierung darüber, wie die Erwachsenenbildung auch künftig finanziert werden soll. Es gibt starke Befürworter einer Projektförderung. Die Erwachsenenbildungsträger weisen jedoch zu Recht darauf hin, dass Bildungsprojekte nur dann sinnvoll und nachhaltig sind, wenn sie an bestehende Strukturen und Institutionen andocken können. Es ist nicht unwahrscheinlich, dass eine künftige Förderung eine institutionelle Grundfinanzierung vorsieht. Zu dieser hinzu würde dann fallweise eine Projektförderung bezüglich besonders brisanter oder politisch wichtiger Themen kommen.